# Аристоним
Аристоним (стгрч. ἈριστώνυμοςἈριστώνυμος) био је писац комедија и савременик Аристофана и Амејпсија. Познати су нам наслови само две његове комедије, Тезеј и Хелиос дрхтајући (Ηλιος ῾ριγων), од којих је сачувано само неколико фрагмената.
Научници су период када је стварао првобитно датирали у време владавине Птоломеја II Филаделфа, што су касније научници сматрали грешком проистеклом из могуће нетачних информација у одредници о Аистониму у енциклопедији Суди, у којој је Аристоним помешан са другом особом истог имена која је била граматичар. Суда такође указује да је овај Аристоним био александријски библиотекар, иако знамо да је то такође била грешка и да се односи не на Аристонима, већ на Аристофана Византионског.